# نپتون، رومانی
نپتون (به لاتین: Neptun) یک منطقهٔ مسکونی در رومانی است که در منگلیا واقع شده‌است. نپتون ~۱٬۰۰۰ نفر جمعیت دارد.